# (9906) Tintoretto
(9906) Tintoretto (6523 P-L) – planetoida z pasa głównego asteroid okrążająca Słońce w ciągu 4,25 lat w średniej odległości 2,62 j.a. Odkryta 26 września 1960 roku.